# Cerkev sv. Cirila in Metoda, Metlika
Grkokatoliška cerkev sv. Cirila in Metoda v Metliki je ena izmed dveh cerkva grkokatoliške Cerkve v Sloveniji. Druga se nahaja v Dragah pri Suhorju (na vrhu Gorjancev so tudi obnovljene razvaline grškokatoliške cerkve sv. Ilije ob razvalinah rimskokatoliške podružnice sv. Jere).
Cerkev je bila zgrajena leta 1903, v 90. letih je bila obnovljena. Precej zaslug za to gre grškokatoliškemu duhovniku Mihajlu J. Hardiju.